# Przedbórz
Przedbórz é um município da Polônia, na voivodia de Łódź e no condado de Radomsko. Estende-se por uma área de 6,13 km², com 3 641 habitantes, segundo os censos de 2016, com uma densidade de 598,8 hab/km².